# Vizigóti

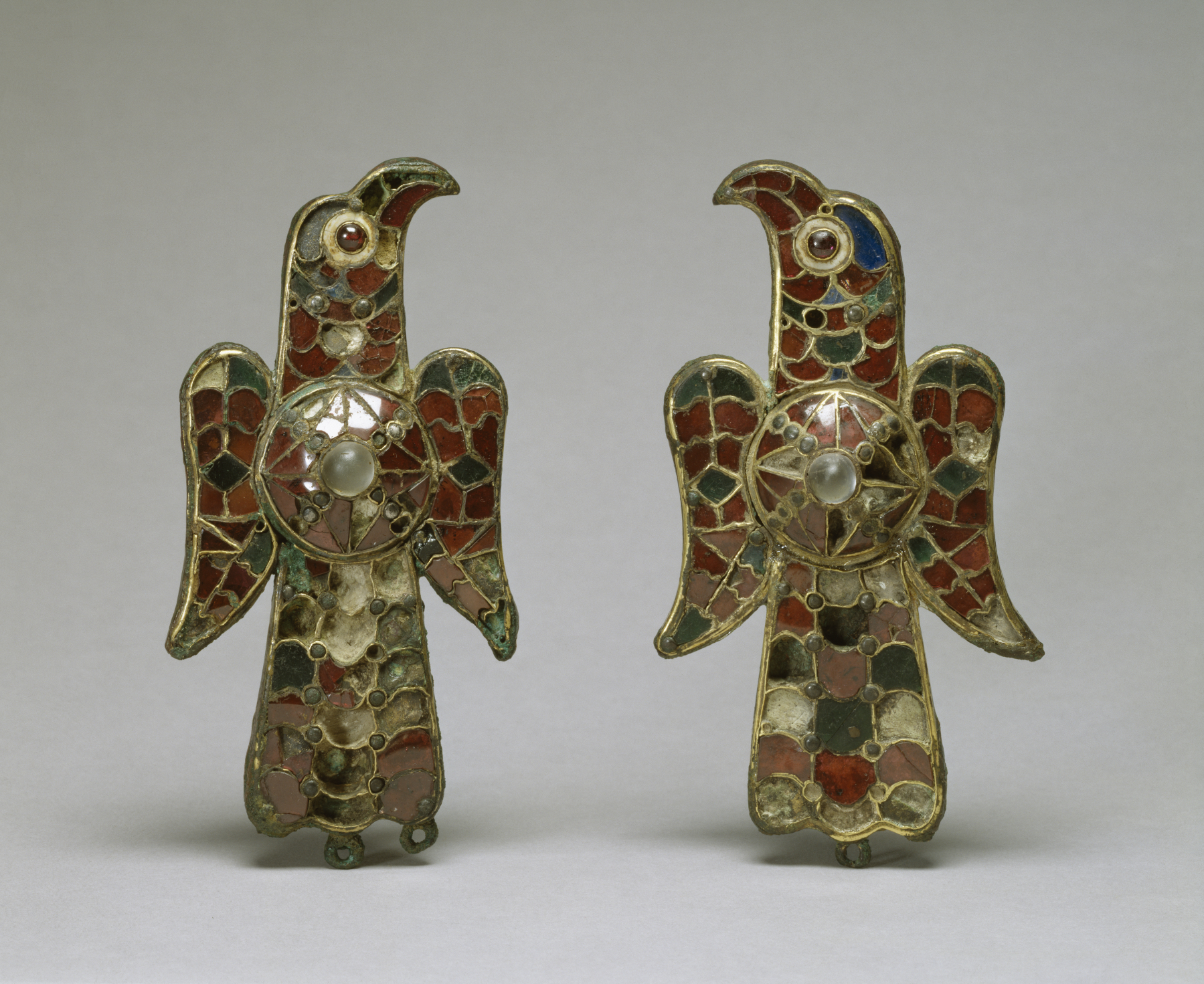
Orlí sošky, mezi Vizigóty populární

Vizigóti (neboli Západní Gótové, latinsky Visigothi, Wisigothi, Vesi, Visi, Wesi nebo Wisi) byli jedni z prvních Germánů, kteří spolu s Ostrogóty tvořili jednu z hlavních větví východogermánských Gótů. Tyto kmeny se zapsaly do dějin raného středověku, pozdní římské říše a období známého jako stěhování národů. 

## Historie

### Římští foederáti
Vizigóti vyvstali z dřívějších gótských skupin (zřejmě Tervingů), kteří pronikli na území římské říše začátkem roku 376 a v bitvě u Adrianople v roce 378 Římany porazili. Vztahy mezi Římany a Vizigóty byly proměnlivé. Střídavě mezi sebou válčili a pokud to bylo vhodné, uzavírali smlouvy. Pod Alarichovým vedením napadli Vizigóti území Itálie a v roce 410 dobyli Řím. Poté se začali usazovat, a to nejprve v jižní Galii a nakonec v Hispánii, kde založili Vizigótské království, které existovalo od 5. do 8. století n. l.

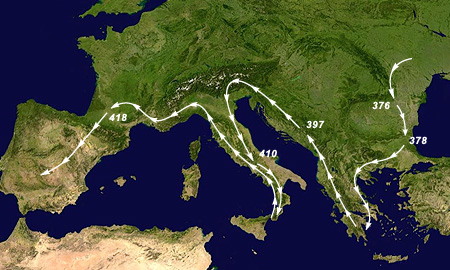
Migrace Vizigótů

V jižní Galii byli usazeni jako římští federáti od roku 418. Brzy však z nejasných důvodů odešli a založili své vlastní království s centrem v Toulouse. Poté vládu rozšířili do Hispánie na úkor Svébů a Vandalů. V roce 507 však jejich vládu v Galii ukončili Chlodvíkovi Frankové, kteří je porazili v bitvě u Vouillé. Poté bylo Vizigótské království omezeno na Hispánii a už si nikdy neudrželo území severně od Pyrenejí kromě Septimánie. Malá, elitní skupina Vizigótů tato území přišla ovládnout na úkor dřívější vládců, zejména v byzantské provincii Spania a království Svébů.
Kolem roku 589 Vizigóti pod vládou Rekkareda I. konvertovali z ariánství na nikajské křesťanství a postupně přejímali kulturu Hispano-římských subjektů. Jejich právní řád - Vizigótský zákoník, dokončený v roce 654, latinsky Forum Iudicum, Liber Iudiciorum, zrušil dlouholetou praxi uplatňování různých zákonů pro Římany a Vizigóty. Jakmile se již nerozlišovaly právní rozdíly mezi Římany a Góty, začali být společně známí jako Hispánci (Hispani). V následujícím století oblasti dominovaly toledské koncily a biskupství. V letech 711 a 712 invazní síly Arabů a Berberů v bitvě na řece Guadalete Vizigóty porazily. Král Roderich s mnoha členy vládnoucí elity padl a jejich království se rychle zhroutilo.
Během vlády v Hispánii Vizigóti vybudovali několik kostelů, které přežily. Zanechali také mnoho artefaktů, které archeologové v posledních letech objevili v rostoucích počtech. Poklad z Guarrazaru s votivní korunou a kříži je nejpozoruhodnější. Mnoho vizigótských jmen se v moderní španělštině a portugalštině dodnes nachází. Jejich nejvýznamnějším odkazem je Vizigótský zákoník, který sloužil mimo jiné jako základ pro soudní řízení na většině křesťanského Pyrenejského poloostrova až do pozdního středověku, tedy staletí po zániku království.

### Vizigóti v době stěhování národů
Vizigóti bývají spojováni především se Španělskem, antickou Hispánií, jejich cesta na Pyrenejský poloostrov však byla velmi spletitá. Roku 376, poté, kdy byli Gótové přepadeni v severním Černomoří Huny, stáhly se některé skupiny za Dunaj na území římské říše a byly zde císařem Valentem usazeny roku 376 jako foederáti v naději, že posílí obranu římské hranice proti dalším barbarům. V římské říši v té době panoval značný nedostatek pracovní síly. Snaha zotročit vizigótské bojovníky vedla k velkému protiřímskému povstání, k němuž se vzápětí přidalo zbídačelé místní obyvatelstvo, především otroci těžce pracující v thráckých dolech. Roku 378 se povstalcům postavilo římské vojsko u Adrianopole. Římané byli tvrdě poraženi a císař Valens podlehl svým zraněním z bitvy. Roku 380 vtrhli Vizigóti do Malé Asie a do Řecka. Teprve po nástupu Theodosia I. roku 379 se novému císaři podařilo Góty pacifikovat obdarováním pozemky a dobytkem. Uzavřel s nimi smlouvu, přiměl k návratu do Moesie a Thrákie a znovu je tu usídlil jako foederáty.
Za Alaricha I. (395–410), který byl spíše vojenským vůdcem svého lidu než skutečným králem, podnikali Vizigóti rozsáhlá tažení na východ i na západ. Poté, co vytáhli proti Konstantinopoli, snažil se císařský dvůr zbavit tohoto nebezpečného protivníka, a zaměřil proto Alarichovu pozornost do západořímské říše, která zápasila s útoky mnoha barbarských kmenů. Vizigóti došli roku 395 až do Panonie, ale poté se vrátili na východ a zpustošili Řecko.
Alarich se představy, že dobude Itálii, nevzdal a počátkem nového století odvedl Vizigóty na západ. Využil k tomu situace, kdy vynikající římský vojevůdce Stilicho byl zaměstnán mimo Itálii, zatímco západořímský císař Honorius přesídlil ze strachu z Mediolana do Ravenny. V roce 401 přitáhli barbaři k Římu, ale od jeho dobývání upustili po odražení útoku na město. V letech 402 a 403 byli poraženi vojsky Stilichona a přinuceni k návratu na Balkán. Předtím však Alarich uzavřel se Stilichonem dohodu o společném útoku proti východořímské říši. Ten se však neuskutečnil, neboť Stilicho musel bránit Itálii a Galii před barbarskými útoky a nakonec byl zavražděn.
Alarich požadoval za neuskutečněnou dohodu výkupné a roku 409 se vydal do Itálie znovu. K velkému zděšení obyvatel Itálie padl 24. srpna 410 pod náporem Vizigótů Řím. Byli to první barbaři, kterým se podařilo město dobýt. Poté se však rozhodli, že se přeplaví na Sicílii do římské provincie Afriky, která se rozkládala na území dnešního Tunisu, a vyrazili na italský jih. Loďstvo, které je mělo přepravit na africké pobřeží, však ztroskotalo a Alarich nedlouho na to zemřel.